# 照恩寺
照恩寺（しょうおんじ）は、福井県福井市にある浄土真宗本願寺派の寺院。山号は一乗山（いちじょうざん）。
正式名称は一乗山 照恩寺、宗教法人としての名称は照恩寺である。
吉崎御坊の後身で福井御坊（別院）の前身にあたり、東郷御堂（御坊）と称される。

## 由緒[1]
一向一揆の騒乱のために吉崎の地から京に逃れた浄土真宗本願寺派第8代門主蓮如に対し、越前の国主朝倉敏景は一乗谷に御坊を建立する条件で越前下向を願い出たが、蓮如は周囲の状況を考慮して聞き入れなかった。しかし、蓮如は文明8年（1476年）自分の近親者を坊主にするために浄土真宗本願寺派第5代門主綽如の三男である周覚玄真法師の孫にあたる蓮實（永存の子）を御坊職に任じた。
敏景から朝倉氏は代々その下護に務め、朝倉氏滅亡までの５代100年間に亘り、御坊職は蓮實・真桂・祐誓の3代が連続して保たれた。
その後、戦国時代の変遷を経て、長谷川秀一が東郷城主を命じられるにおよんで、寺基をその城下に移して“吉崎引移しの御坊”と称した。その御坊地が現在の福井市栃泉町62字折橋1番地の地籍で、今でも御坊田と呼ばれている。近代まで標柱でその位置を伝え、その耕土の約50cmの地中には敷石や井戸跡と考えられる礎石が一面に敷かれていたと云う。
そして、現在地へ御堂を移築したのは、その13年余り後のことと云われている。
天正13年（1590年）に北の庄の城主となった堀秀政は殊のほか真宗に帰依厚く、北の庄の柳町に地籍に御坊地を寄進し、それを受けた浄土真宗本願寺派第11代門主顕如は性玄寺善珍を御坊地監守に任じた。堀秀政は1590年病没。後、長男堀秀治は父の志を継ぎ柳町御坊地に堂宇を建立して柳町御坊となし、福井別院となった。このことから御坊の御堂が2ヶ所に出来る結果となり東郷御坊は寺号の無い別院となった。そこで浄土真宗本願寺派第12代門主准如は別院となった東郷御坊に対し「照恩寺」の寺号を下賜して、“院家”の格式を仰せつかった。すなわち照恩寺が吉崎御坊の後身で福井別院の前身であると云われる所以である。

## 歴史[1]
- 文明8年（1476年）吉崎御坊焼失後、朝倉敏景公は蓮如上人の近親にあたる蓮實を坊職に迎え、一乗城下新町に御坊を建立。
- 天正12年（1584年）長谷川秀一公の命を受け、東郷城下に移転。
- 慶長2年（1597年）現在の地籍に移転。
- 明和3年（1776年）9代法秀の時代に焼失。
- 明和7年（1770年）再建。
- 安政2年（1855年）焼失。
- 安政5年（1858年）再建（現在の本堂）。
- 昭和19年（1944年）国家総動員法によって梵鐘などを供出。
- 昭和21年（1946年）梵鐘を鋳造。
- 昭和23年（1948年）福井大震災で鐘楼堂倒壊、本堂・庫裡に被害。
- 昭和29年（1954年）鐘楼堂再建。
- 昭和59年（1984年）本堂大修復。
- 平成19年（2007年）庫裡改修工事。

## 歴代住職[1]
- 初代	蓮實（本願寺派第5代綽如の曽孫。母は蓮如の妹如祐尼）
- 2代	真桂
- 3代	祐誓
- 4代	超空（照恩寺 寺号下賜）
- 5代	超善
- 6代	寂空
- 7代	寂映
- 8代	寂秀
- 9代	法秀
- 10代	本秀
- 11代	廣音
- 12代	廣詮
- 13代	朝倉 廣宣
- 14代	朝倉 明宣（海外開教に備えた宗教視察のためインド・豪州に派遣。後に大谷探検隊に随行）
- 15代	朝倉 正宣
- 16代	朝倉 成宣
- 17代	朝倉 行宣（テクノ法要を発案・勤修）